# Vanyar

Schéma des peuples elfes

Les Vanyar (singulier Vanya) sont un peuple de fiction de l'univers de l'écrivain britannique J. R. R. Tolkien. Ils sont dans l'univers de la Terre du Milieu le premier des trois clans elfes, et sont appelés Minyar jusqu'à ce qu'ils décident de répondre à l'appel des Valar.

## Nom
Le terme provient du quenya et signifie « les Blonds ». Ce nom leur fut donné par les Noldor qui appréciaient leur couleur de cheveux.

## Histoire
(janvier 2012).
Si vous disposez d'ouvrages ou d'articles de référence ou si vous connaissez des sites web de qualité traitant du thème abordé ici, merci de compléter l'article en donnant les références utiles à sa vérifiabilité et en les liant à la section « Notes et références ».
Les Vanyar sont les premiers des Eldar à avoir répondu à l'appel des Valar pour suivre Oromë et à s'être rendus en Aman. Ce sont les moins nombreux des Elfes. Ils sont dirigés par Ingwë. Ils ne reviennent en Terre du Milieu que lors de la guerre de la Grande Colère afin de lutter avec les Valar contre Melkor. Ils retournent ensuite en Valinor pour y résider définitivement.
Ce peuple est également considéré comme le plus puissant des trois groupes elfiques, les autres étant les marins Teleri, les plus nombreux, et les Noldor, les meilleurs forgerons de la Terre du Milieu et maudits par Mandos. De plus, ils étaient les préférés de Manwë.
Finarfin, le plus jeune fils de Finwë et le seul à avoir survécu, ainsi que Fingolfin, Haut roi des Noldor, avaient pour mère une Teler d'origine Vanya (ou une Vanya), si bien que Galadriel, sa fille et sa petite-fille Arwen ont des origines venant de tous les peuples elfes, même Moriquendi.

## Conception et évolution
Dans le Premier Livre des Contes perdus, les Vanyar portent le nom de « Teleri », tandis que les futurs Teleri sont appelés « Solosimpi ».